# Vancouver Island
Vancouver Island er en canadisk ø på 32.134 km². Vancouver Island ligger i Stillehavet, vest for Britisk Columbias fastlandskyst, som den er adskilt fra af Georgiastrædet Mod syd går Juan de Fucastrædet og syd for det ligger Olympic Peninsula (Olympiske halvø) i staten Washington, USA.
Øens befolkningstal er ca. 750.000 (2002). Heraf bor ca. 326.000 i Victoria, provinsens hovedstad. Øen er kendt for sine tempererede regnskove. Økonomien har traditionelt været, og er stadigvæk, baseret på skovbrug.
Øen har været beboet siden ca. år 6000 f.Kr. af forskellige indianerstammer. I 1700 var de største stammer Nuu-chah-nulth (Nootka) på vestkysten, Salish mod syd og øst, og Kwakiutl mod nord. I slutningen af 1700-tallet kom der flere og flere europæiske opdagelsesrejsende til øen. De fleste var spanske eller britiske – Juan José Pérez Hernández var den første. James Cook gjorde krav på øen som britisk land i 1778, men den første britiske bebyggelse på øen var ikke før 1843.
Det største byer er Victoria, Nanaimo, Port Alberni, Parksville, Courtenay, og Campbell River.
- Wikimedia Commons har flere filer relateret til Vancouver Island

49°36′N 125°30′V / 49.6°N 125.5°V